# Andrzej Bycka
Andrzej Bycka (ur. 4 grudnia 1970 w Słubicach) – polski sportowiec i samorządowiec, kolarz przełajowy, trener, w latach 2008–2014 starosta powiatu słubickiego.

## Życiorys

### Działalność sportowa
Ukończył Zamiejscowy Wydział Kultury Fizycznej w Gorzowie Wielkopolskim Akademii Wychowania Fizycznego im. Eugeniusza Piaseckiego w Poznaniu oraz studia podyplomowe z zarządzania w oświacie, jak i z gimnastyki korekcyjnej na Katolickim Uniwersytecie Lubelskim.
Reprezentant Polski w kolarstwie przełajowym i górskim. W 1985 klub Bizon Bieganów, którego był wychowankiem i reprezentantem, gościł w swojej miejscowości Mistrzostwa Polski w kolarstwie przełajowym.
W 1989 podczas Mistrzostw Polski Tomaszowie Mazowieckim stanął na podium, zdobywając brązowy medal. Wyprzedzili go wówczas jedynie Sławomir Barul (Tomaszów Mazowiecki) i Edward Piech (Strzelce Krajeńskie).
Trener Bizona Bieganów i reprezentacji Polski juniorów. Wychowawca medalistów Mistrzostw Polski, uczestników Mistrzostw Europy i Mistrzostw Świata, m.in. Adama Bycki, Artura Bycki (swojego syna), Daniela Janiszewskiego, Sylwestra Janiszewskiego oraz Wojciecha Kaczmarskiego. Zaangażowany w organizację trzech imprez Mistrzostw Polski w kolarstwie przełajowym kobiet i mężczyzn, organizowanych na terenie powiatu słubickiego: w Słubicach (2002, 2006) oraz Górzycy (2009).

### Działalność polityczna
W wyborach samorządowych w 2006 roku został wybrany radnym powiatu słubickiego, kandydując z list komitetu Ziemia Słubicka Razem otrzymał 279 głosów (4,49%). W listopadzie tego samego roku został wicestarostą powiatu słubickiego w zarządzie Aleksandra Kozłowskiego. Dołączył do Platformy Obywatelskiej RP. Utrzymał stanowisko wicestarosty po zaprzysiężeniu nowego zarządu Marcina Jabłońskiego w maju 2007 roku. 9 września 2008 został wybrany starostą powiatu słubickiego. Na stanowisku starosty zastąpił Marcina Jabłońskiego, wybranego marszałkiem województwa lubuskiego. W wyborach samorządowych 2010 przegrał w I turze wybory bezpośrednie na burmistrza Cybinki, ale ponownie został wybrany starostą dzięki nawiązaniu koalicji z PiS i SLD (wbrew uchwale Platformy Obywatelskiej). 3 lutego 2011 złożył rezygnację z członkostwa w PO. 
W wyborach samorządowych w 2014 roku został ponownie wybranym radnym powiatu, kandydując z ramienia komitetu Tu i Teraz dla Was uzyskał 303 głosy. 1 grudnia 2014 roku na stanowisku starosty zastąpił go Piotr Łuczyński. W styczniu 2015 roku został doradcą burmistrza Rzepina z Prawa i Sprawiedliwości, Sławomira Dudzisa.
W listopadzie 2015 roku prokuratura skierowała przeciwko niemu postępowanie do Sądu Rejonowego w Słubicach z tytułu przekroczenia uprawnień i niedopełnienia obowiązków. Prokuratura zarzuciła Byckowi zatrudnienie w charakterze doradcy Jarosława D., który posługiwał się sfałszowanym dyplomem studiów zarządzania oświatą. 
W kwietniu 2016 roku objął nowo utworzoną funkcję dyrektora ds. gospodarczych i inwestycji w Szpitalu Powiatowym w Słubicach. W wyborach samorządowych w 2018 roku bezskutecznie ubiegał się o fotel burmistrza Cybinki, przegrał z Markiem Kołodziejczykiem uzyskując najniższy wyniki spośród kandydatów – 147 głosów (5,16%). W tych samych wyborach bezskutecznie ubiegał się także o mandat radnego gminy uzyskując 18 głosów.

## Życie prywatne
Mieszka w Bieganowie koło Cybinki. Ma żonę Joannę oraz troje dzieci: Aleksandrę, Artura i Joannę.